# IHK Wiesbaden

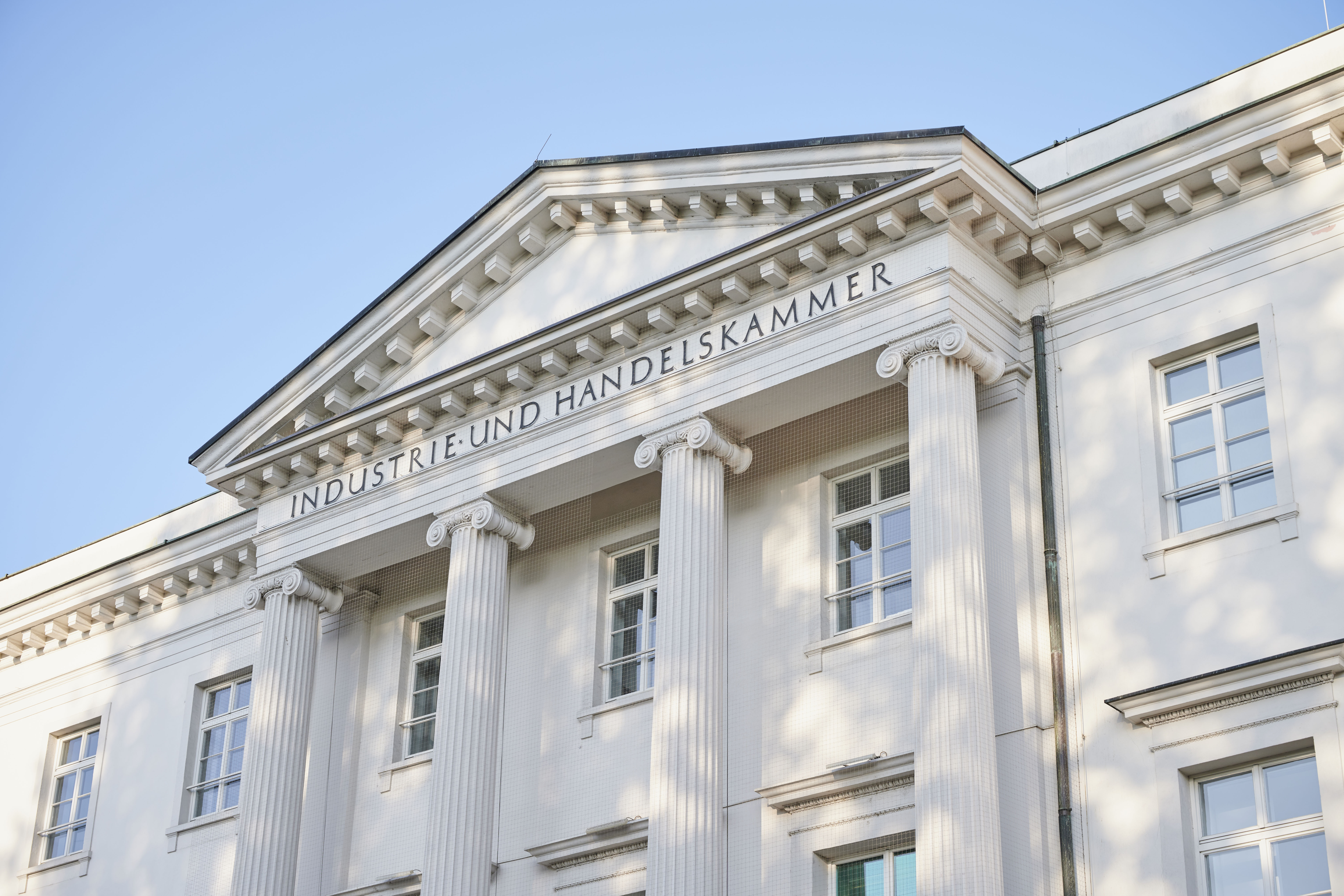
Das Erbprinzenpalais von 1817, der Sitz der IHK Wiesbaden

Die IHK Wiesbaden ist die Industrie- und Handelskammer für die Städte Wiesbaden und Hochheim am Main, sowie für den Rheingau-Taunus-Kreis (17 Städte und Gemeinden). Sie wurde 1865 gegründet und mittlerweile gehören ihr rund 37.000 Unternehmen aus der Region an, von denen rund ein Drittel im Handelsregister eingetragen ist.

## Geschichte
Am 11. Februar 1865 fand die konstituierende Sitzung statt. 1872 wurde ein Büro in der Wohnung des Sekretärs eröffnet. Im Jahr 1905 erfolgte die Einweihung des Dienstgebäudes in der Adelheidstraße.
Ab 1924 wurde die Einrichtung als Industrie- und Handelskammer bezeichnet und 1936 zur Wirtschaftskammer Hessen zusammengeschlossen. Im Jahr 1943 gründete sich die Gauwirtschaftskammer Rhein-Main. 1944 wurde das Kammergebäude bei einem Luftangriff zerstört.
Am 10. Januar 1946 verordnete die Landesregierung förmlich die Aufhebung der Gauwirtschaftskammern in Hessen und die Wiederherstellung des Rechtes von 1933. Die Dienstaufsicht über die Kammern sollte der Minister für Wirtschaft und Verkehr wahrnehmen. Diese Regelungen stießen auf den Widerspruch der amerikanischen Besatzungsmacht: Diese sahen in der öffentlich-rechtlichen Stellung der Kammern ein wichtiges Instrument der Lenkung der Wirtschaft in der Zeit des Nationalsozialismus. In Umsetzung der amerikanischen Forderungen verordnete die Staatsregierung daher im Mai 1946 die Wahrnehmung öffentlich-rechtlicher Aufgaben und ordnete an, die Kammern als privatrechtliche Vereine ohne Pflichtmitgliedschaft weiterzuführen. Die endgültigen Regelungen für die Kammer, ihre Kompetenzen und ihre Wahl wurde mit Runderlass vom 5. Dezember 1846 festgelegt. Die Folge des Wegfalls der Pflichtmitgliedschaft war das Austreten einer größeren Zahl von Kleingewerbetreibenden. Die größeren Kammern büßten bis zu 50 % der Mitglieder ein, die kleineren zwischen sieben und fünfzehn Prozent.
Mit dem Besatzungsstatut gewann die Bundesrepublik 1949 einen guten Teil ihrer Souveränität zurück. Außer Bayern und Hessen kehrten nun die Länder der amerikanischen Besatzungszone zum Modell öffentlich-rechtlicher Kammern zurück (in der britischen und französischen Zone war dies bereits direkt nach dem Krieg so gewesen). Das SPD-regierte Hessen hatte völlig andere Pläne: Hier sollten nach dem Willen der Regierung die IHKs aufgelöst und durch Wirtschaftskammern ersetzt werden. Diese sollten paritätisch durch Arbeitgeber und Arbeitnehmer besetzt werden. Die Arbeitgebervertreter sollten durch die Wirtschaftsverbände, die Arbeitnehmervertreter durch die Gewerkschaften benannt werden. Diese Planungen kamen jedoch nicht zur Umsetzung, da stattdessen eine bundeseinheitliche Regelung getroffen wurde.
Mit Inkrafttreten des „Gesetzes zur vorläufigen Regelung des Rechts der Industrie- und Handelskammern“ am 22. Dezember 1956 werden die Kammern wieder zu Körperschaften des öffentlichen Rechts. Der Beirat einer Kammer trägt nun die Bezeichnung „Vollversammlung“.
Am 23. Juni 1971 wurde das neue Kammergebäude im Erbprinzenpalais eingeweiht.

## Organisation

### Intern
An der Spitze der Industrie- und Handelskammer Wiesbaden stehen der (ehrenamtliche) Präsident Jörg Brömer (seit 2024) und die Hauptgeschäftsführerin Sabine Meder (seit 1. Januar 2019). Das Präsidium besteht zusätzlich aus fünf Vizepräsidenten, die genau wie der Präsident und die Hauptgeschäftsführerin von der Vollversammlung gewählt werden. Die Vollversammlung besteht aus 63 Vertretern der 36.000 Unternehmen des IHK-Bezirks.

### National
Die IHK Wiesbaden ist Teil des Netzwerkes der IHK-Organisation mit 79 eigenständigen IHKs in Deutschland. Die Dachorganisation ist der Deutsche Industrie- und Handelskammertag (DIHK) mit Sitz in Berlin und Brüssel. Die außenwirtschaftlichen Beziehungen der deutschen Unternehmen fördern in weltweit mehr als 80 Ländern rund 120 Auslandshandelskammern, Delegiertenbüros und Repräsentanzen der deutschen Wirtschaft. Mit den neun weiteren hessischen Industrie- und Handelskammern hat sich die IHK Wiesbaden zur IHK Arbeitsgemeinschaft Hessen zusammengeschlossen, um übergeordnete Fragen gemeinsam zu lösen. Hierzu gehört vor allem die Abgabe von Stellungnahmen zu wirtschaftspolitischen Fragen gegenüber der hessischen Landesregierung.

## Sitz
Die IHK Wiesbaden hat ihren Sitz im Erbprinzenpalais in der Wilhelmstraße in Wiesbaden. Das klassizistische Gebäude wurde 1813–1817 erbaut und sollte ursprünglich als Wohnsitz des Erbprinzen Wilhelm von Nassau dienen. Da sein Vater allerdings 1816 starb, zog Wilhelm in dessen Residenz im Biebricher Schloss.
Erst 1821 zog die Herzoglich Nassauische Bibliothek, danach die Steuerdirektion und schließlich noch die Rechnungskammer in das Erbprinzenpalais ein. 1829 wurde im großen Festsaal ein Museum des Vereins für Naturkunde eingerichtet.
Als 1913 Bibliothek und Museum ihre neuen Gebäude an der Friedrich-Ebert-Allee und der Rheinstraße bezogen hatten, wurde das Erbprinzenpalais als städtisches Behördenhaus genutzt und hieß im Volksmund auch „Altes Museum“.
Nach dem Zweiten Weltkrieg mietete die Hessische Landesregierung das Gebäude von der Stadt für das Justizministerium. Mit der Verlegung des Regierungspräsidiums nach Darmstadt wurden dessen Gebäude für das Hessische Justizministerium frei.
1968 kaufte die Industrie- und Handelskammer Wiesbaden das Gebäude für 1,2 Millionen DM und sanierte es für 5,2 Millionen DM.

## Aufgaben
Die drei Hauptaufgaben der Industrie- und Handelskammer sind die Beratung für Unternehmen, die politische Interessenvertretung und die Erfüllung staatlicher Aufgaben in der Hand der Wirtschaft.
Die IHK setzt sich für bessere Standortbedingungen ein, nimmt zahlreiche gesetzliche Aufgaben wahr und fördert Unternehmen mit unterschiedlichsten Dienstleistungen.
Das Spektrum der Tätigkeitsfelder reicht von der Beratung der öffentlichen Verwaltung und der gesetzgebenden Körperschaften bis zu Gutachten für die Gerichte, von der Zuständigkeit für die kaufmännische und gewerbliche Berufsausbildung und die Weiterbildung bis zur individuellen Firmenbetreuung.
Als Selbstverwaltungsorgan und Interessenvertretung der Wirtschaft kommuniziert die IHK die Interessen der Mitgliedsunternehmen in die Öffentlichkeit und nimmt etwa durch Stellungnahmen Einfluss auf Gesetzgebungs- und Verwaltungsverfahren – von der Gemeinde bis hin zur EU.

### Geschäftsbereiche
Die inhaltliche Arbeit der IHK Wiesbaden gliedert sich in die Geschäftsbereiche:
1. Bildung
2. Wirtschaftspolitik und International
3. Beratung

## Die Hessische Wirtschaft
Die Hessische Wirtschaft ist das IHK-Magazin der Industrie- und Handelskammer Wiesbaden.
Mit ihm informiert die IHK Wiesbaden ihre Mitgliedsunternehmen über das regionale und überregionale Wirtschaftsgeschehen. Die Druckausgabe erscheint vier Mal jährlich. Die Druckauflage beträgt 15.000 Exemplare.

## Persönlichkeiten

### Präsidenten

Rudolph Koepp

- Theodor Dilthey (1865–1867)
- Carl August Lotichius (1867–1882)
- Karl Glaser (1882–1887)
- Rudolph Koepp (1888–1897)
- Franz Fehr-Flach (1897–1920)
- Adolf Haeuser (1921–1924)
- Carl Mertz (1924–1925)
- Hugo Asbach (1925 bis 1933)
- Hermann Schulze (1933–1939)
- Karl Henkell (1939–1944)
- Heinrich Anderhub (1944–1945)
- August Amann (1945–1947)
- Siegfried Erbslöh (1947–1954)
- Hans Dyckerhoff (1954–1967)
- Diether Hummel (1967–1985)
- Udo Passavant (1985–1990)
- Gerd Henneveld (1990–1994)
- Gerd Eckelmann (1994–2014)
- Christian Gastl (2014–2024)
- Jörg Brömer (2024–)

### Andere
- Erich Köhler, Hauptgeschäftsführer nach 1945
- Werner Artelt, Hauptgeschäftsführer
- Heinrich Plass, Hauptgeschäftsführer bis
- Zsolt Gheczy, Hauptgeschäftsführer bis 2003
- Joachim Nolde, Hauptgeschäftsführer 2003–2018
- Sabine Meder, Hauptgeschäftsführerin seit 2019